# Bilheteria dos cinemas no Brasil em 2005
Lista com o valor da arrecadação em reais e o público dos principais filmes lançados nos cinemas de todo o Brasil no ano de 2005.

## Arrecadação total
Até Dezembro de 2006. Contabiliza apenas filmes que estrearam em 2005.
| #  | Filme                                                        | Faturamento    | Público    |
| -- | ------------------------------------------------------------ | -------------- | ---------- |
| 1  | 2 Filhos de Francisco                                        | R$ 36 727 752  | 5 319 677  |
| 2  | Harry Potter e o Cálice de Fogo                              | R$ 30 332 796a | 4 597 283a |
| 3  | Madagascar                                                   | R$ 27 922 174  | 4 347 608  |
| 4  | As Crônicas de Nárnia: O Leão, A Feiticeira e o Guarda-Roupa | R$ 21 635 690  | 2 726 150b |
| 5  | Quarteto Fantástico                                          | R$ 19 096 382  | 2 860 458  |
| 6  | Guerra dos Mundos                                            | R$ 19 069 746  | 2 667 191  |
| 7  | Constantine                                                  | R$ 18 173 397  | 2 499 894  |
| 8  | Star Wars Episódio III: A Vingança dos Sith                  | R$ 18 020 685  | 2 356 047  |
| 9  | Batman Begins                                                | R$ 17 350 403  | 2 360 521  |
| 10 | Cruzada                                                      | R$ 17 262 744  | 2 323 009  |
| 11 | Sr. & Sra. Smith                                             | R$ 16 679 263  | 2 250 938  |
| 12 | King Kong                                                    | R$ 13 604 939  | 1 861 740  |
| 13 | A Fantástica Fábrica de Chocolate                            | R$ 12 428 001  | 1 786 310  |
| 14 | Entrando Numa Fria Maior Ainda                               | R$ 11 661 964  | 1 540 570  |
| 15 | O Grito                                                      | R$ 10 868 519  | 1 580 680  |
| 16 | Alexandre                                                    | R$ 10 477 234  | 1 412 591  |
| 17 | Hitch - Conselheiro Amoroso                                  | R$ 10 426 081  | 1 401 806  |
| 18 | A Sogra                                                      | R$ 10 354 744  | 1 320 012  |
| 19 | O Galinho Chicken Little                                     | R$ 10 288 298  | 1 442 053  |
| 20 | Robôs                                                        | R$ 9 962 480   | 1 449 175  |

↑a  Renda compilada até 31 de Dezembro. Público em 31 de Dezembro: 4 220 883 espectadores

↑b  Em 31 de Dezembro: 1 944 069 espectadores